# کوککا
کوککا (به لاتین: Kukka) یک منطقهٔ مسکونی در استونی است که در دهستان پوهالپا واقع شده‌است.